# Хек сріблястий
Хек сріблястий, або Хек атлантичний (Merluccius bilinearis) — риба роду хек (Merluccius), родини Хекових, що поширена у північно-західній Атлантиці від Меріленду до Ньюфаундлендської банки на глибинах від 55 до 900 м. Сягає довжини близько 75 см.